# 高橋駅 (上海市)
高橋駅（こうきょうえき）は、中華人民共和国上海市浦東新区港城路に位置する上海軌道交通10号線の駅。

## 歴史
- 2020年12月26日：開業[1]。

## 駅構造
相対式ホーム2面2線を有する高架駅。

### のりば
| 番線 | 路線     | 行先                   |
| ---- | -------- | ---------------------- |
| 1    | ■ 10号線 | 虹橋火車站・航中路方面 |
| 2    | ■ 10号線 | 基隆路方面             |

（出典：上海地下鉄:站层图）

## 駅周辺
- 紫竹雅苑
- 名揚家園
- 石油新村
- 和竜新苑

## 隣の駅
上海軌道交通
■ 10号線
高橋西駅 - 高橋駅 - 港城路駅